# Blepharosis retrahens
Blepharosis retrahens là một loài bướm đêm trong họ Noctuidae.